# Gustavo Assunção
Gustavo Henrique Giordano Amaro Assunção da Silva (São Paulo, 30 maart 2000) is een Braziliaans-Portugees voetballer die doorgaans speelt als middenvelder. In september 2024 verruilde hij Famalicão voor AVS Futebol. Hij is de zoon van oud-voetballer Paulo Assunção.

## Clubcarrière
Assunção werd geboren in São Paulo maar begon met voetballen in de jeugd van FC Porto, omdat zijn vader op dat moment bij die club voetbalde. Toen zijn vader naar Atlético Madrid verkaste en later naar São Paulo ging zoon Gustavo telkens mee. In 2013 keerde de jongste Assunção terug bij Atlético, waar hij weer in de jeugd ging spelen. Na het aflopen van zijn contract in de Spaanse hoofdstad tekende hij transfervrij bij Famalicão.
Zijn professionele debuut maakte de Braziliaan op 10 augustus 2019, op bezoek bij Santa Clara. Door doelpunten van Toni Martínez en Anderson Silva werd met 0–2 gewonnen en Assunção speelde het gehele duel. In oktober 2020 werd zijn contract opengebroken en verlengd tot medio 2025. Een kleine twee maanden later kwam hij voor het eerst tot scoren, op 5 december 2020 tegen Sporting CP. Nadat Pedro Gonçalves namens die club de score had geopend, tekende Assunção op aangeven van Bruno Jordão voor de gelijkmaker. Via Pedro Porro kwam Sporting voor de tweede maal op voorsprong, waarna Jhonata Robert zorgde voor de beslissende 2–2.
Assunçao werd in de zomer van 2021 voor een jaar gehuurd door Galatasaray, dat tevens een optie tot koop verkreeg. In Turkije speelde hij twee officiële wedstrijden en na een half seizoen werd overeengekomen dat hij zou terugkeren bij Famalicão. In de zomer van 2024 verkaste Assunção naar AVS Fuebol.

## Clubstatistieken
| Seizoen | Club          | Competitie    | Competitie | Competitie | Beker | Beker | Internationaal | Internationaal | Totaal | Totaal |
| Seizoen | Club          | Competitie    | Wed.       | Dlp.       | Wed.  | Dlp.  | Wed.           | Dlp.           | Wed.   | Dlp.   |
| ------- | ------------- | ------------- | ---------- | ---------- | ----- | ----- | -------------- | -------------- | ------ | ------ |
| 2019/20 | Famalicão     | Primeira Liga | 30         | 0          | 6     | 0     | —              | —              | 36     | 0      |
| 2020/21 | Famalicão     | Primeira Liga | 26         | 1          | 2     | 0     | —              | —              | 28     | 1      |
| 2021/22 | Famalicão     | Primeira Liga | 2          | 0          | 2     | 0     | —              | —              | 4      | 0      |
| 2021/22 | → Galatasaray | Süper Lig     | 2          | 0          | 0     | 0     | 0              | 0              | 2      | 0      |
| 2021/22 | Famalicão     | Primeira Liga | 12         | 0          | 0     | 0     | —              | —              | 12     | 0      |
| 2022/23 | Famalicão     | Primeira Liga | 22         | 1          | 5     | 0     | —              | —              | 27     | 1      |
| 2023/24 | Famalicão     | Primeira Liga | 20         | 0          | 1     | 0     | —              | —              | 21     | 0      |
| 2024/25 | AVS Futebol   | Primeira Liga | 0          | 0          | 0     | 0     | —              | —              | 0      | 0      |
| Totaal  | Totaal        | Totaal        | 114        | 2          | 16    | 0     | 0              | 0              | 130    | 2      |

Bijgewerkt op 13 september 2024.